# Jan Peutz
Johannes Laurentius Augustinus Peutz (ur. 24 marca 1886 w Uithuizen, zm. 20 grudnia 1957 w Hadze) – holenderski lekarz. Opisał jednostkę chorobową znaną dziś jako zespół Peutza-Jeghersa.
Urodził się w wiosce Uithuizen w północnej Holandii jako pierwsze z dziewięciorga dzieci dyrektora szkoły podstawowej. Ukończył Katolickie Seminarium w Rolduc i rozpoczął studia medyczne na uniwersytetach w Groningen u Karela Frederika Wenckebacha i w Utrechcie u Alberta Abrahama Hijmansa van den Berga. Był współzałożycielem studenckiej organizacji 'Albertus Magnus'. Ukończył je w 1914 roku, po czym odbył staż z medycyny wewnętrznej w szpitalu Coolsingel w Rotterdamie, wyjeżdżał też do klinik w Niemczech, Belgii i we Włoszech. W 1917 roku podjął pracę w szpitalu Johannes de Deo (Westeinde) w Hadze, następnie został ordynatorem kliniki medycyny wewnętrznej na którym stanowisku pozostał do końca swojej aktywności zawodowej w 1951. Laboratorium działającemu przy Klinice szefował Karl Landsteiner. Ożenił się i miał jednego syna. Był wspominany jako bardzo religijny, poza działalnością w szpitalu poświęcał się pracy charytatywnej, opiece nad sierotami i starcami. Był popularnym nauczycielem, za osiągnięcia na polu medycyny otrzymał szereg wyróżnień, m.in. Orde van Oranje Nassau. Zmarł w 1957 roku w Hadze.
W 1921 przedstawił rozprawę doktorską poświęconą chorobom trzustki i o cukrzycy. Niedługo później, opublikował opis przypadku rodziny z polipowatością przewodu pokarmowego i charakterystycznymi przebarwieniami skóry i śluzówek; był to jeden z pierwszych opisów choroby znanej obecnie jako zespół Peutza-Jeghersa. Nazwę zespołu Peutza wprowadził jego uczeń van Wijk w doktoracie opartym o historię prowadzonej przez Peutza rodziny.